# Boogschieten

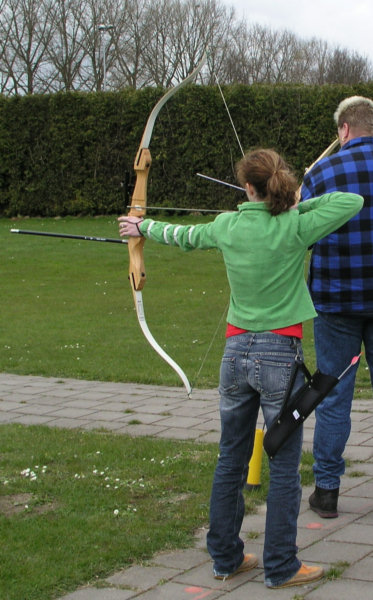
Het schieten met de recurveboog

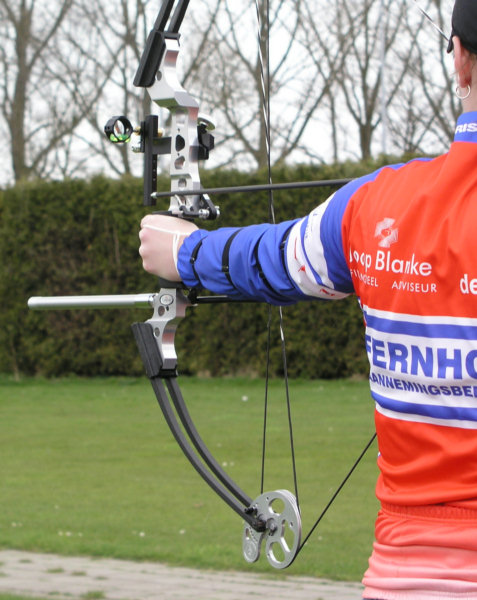
Het schieten met de compoundboog. Let op de excentrische katrol onderaan

Boogschieten is een behendigheidssport waarbij pijlen worden weggeschoten naar een doel met behulp van een boog. Vroeger was de boog een jacht- en oorlogswapen, maar tegenwoordig is boogschieten vooral een concentratiesport, hoewel er in de Verenigde Staten ook nog wel met de boog gejaagd wordt. Er bestaan handbogen en kruisbogen. Dit artikel gaat verder over handboogschieten.

## Verschillende bogen
- Longbow - Een traditionele houten boog die van oorsprong uit Engeland komt. Deze boog is meestal uit één stuk hout gemaakt en hier wordt op de traditionele manier (zonder enige hulp of richtmiddelen) mee geschoten.
- Barebow - Is een recurveboog, zowel een moderne metalen boog met losse latten, als een jachtboog die meestal uit één stuk hout is gemaakt. Bij Barebow spreekt het woord voor zich, en worden er geen hulpmiddelen, zoals een vizier en stabilisatie gebruikt. Met deze manier van schieten wordt er langs de pijl gekeken en zo op het doel gemikt.
- Recurveboog - Ook wel lattenboog genoemd. Is een boog die onder de huidige Olympische discipline valt. Bij deze bogen wordt vaak gebruikgemaakt van vizieren, stabilisatie en andere hulpmiddelen om zo nauwkeurig mogelijk te schieten.
- Compoundboog - Ook wel katrolboog genoemd. Het is een "hightech" boog met katrollen zodat de pees bij geringere booglengte toch ver kan worden uitgetrokken. Vrijwel altijd is de constructie zodanig dat er tijdens het uitrekken een krachtmaximum (piek) gepasseerd wordt, waardoor de kracht die nodig is bij het richten tot 75% lager is dan de kracht die nodig is om de boog uit te trekken.

De laatste twee typen bestaan meestal uit een stijf middenstuk waarop de flexibele booglatten (werparmen) worden gemonteerd. Op het middenstuk kunnen naast de handgreep eventueel accessoires als een vizier, een drukpunt, stabilisatoren, worden geplaatst.Dit is afhankelijk van de te schieten discipline, alsook van iedere schutter individueel.

## Schiettechniek
Meestal wordt de boog vastgehouden met de hand tegenovergesteld aan het dominante oog. Mensen met een rechts dominant oog houden hun boog in hun linkerhand. In dit artikel wordt ervan uitgegaan dat het rechtse oog dominant is. Met de rechterhand (de middelste drie vingers) trekken zij de pees naar zich toe, en plaatsen de vingers op het gezicht (ankeren). Waar op het gezicht is afhankelijk van de discipline waarin wordt geschoten. De zin hiervan is een steeds reproduceerbare positie te verkrijgen voor ieder schot.
Over het algemeen draagt de schutter bescherming op de linkerarm, zodat de pees niet tegen de onderarm aan knalt. Ook wordt er een vingertab gedragen aan de vingers van de rechterhand. Dit is nodig voor bescherming, maar ook zodat je de bovenkant makkelijk tegen je gezicht aan kunt zetten. Compoundschutters gebruiken geen tab maar een release, een haakje waarmee ze de pees pakken en dat door een knopje kan worden gelost. Dit voorkomt rollen van de pees (wat nog weleens voorkomt bij lossen met de vingers) en ernstige losfouten die door de kracht van een compound zeer resoluut worden afgestraft.
Het is belangrijk goed te staan voor het schieten. De schutter moet zorgen dat hij of zij stevig staat en dwars (met de linkerschouder richting het doel) op de pijlrichting. Hij houdt de boog parallel met de grond en plaatst de pijl met de nock (inkeping op de achterkant) op de pees. De afwijkende kleur van de veren moet naar buiten staan. Dan trekt hij de pijl naar achteren met drie vingers.
Daarna brengt de schutter de boog omhoog en richt op het doel. Zijn hand moet tegen zijn gezicht zitten. De arm waarin hij de boog vasthoudt moet recht zijn. De booghand moet in een stand van 45° staan, zodat de pees na het loslaten de arm niet raakt. De elleboog van de rechterarm moet schuin omhoog gericht zijn.
Als de schutter het geel (het midden van het doel of blazoen) door zijn vizier, of gewoon over de pijlpunt ziet, laat hij de pees los.

## Verschillende categorieën
In het boogschieten wordt er een onderscheid gemaakt zowel qua geslacht, leeftijd als type boog. De categorieën in het boogschieten zijn als volgt:
- Pupillen: tot en met het jaar dat men 12 wordt
- Aspiranten: tot en met het jaar dat men 14 wordt
- Cadetten: tot en met het jaar dat men 17 wordt
- Junioren: tot en met het jaar dat men 20 wordt
- Senioren: tot en met het jaar dat men 49 wordt
- Masters: tot en met het jaar dat men 59 wordt
- Veteranen

## Verschillende disciplines
Hier volgt een onvolledige beschrijving van de verschillende soorten wedstrijden. Geschoten wordt op een blazoen (een ronde schijf met verschillende kleuren) of op dierfiguren.

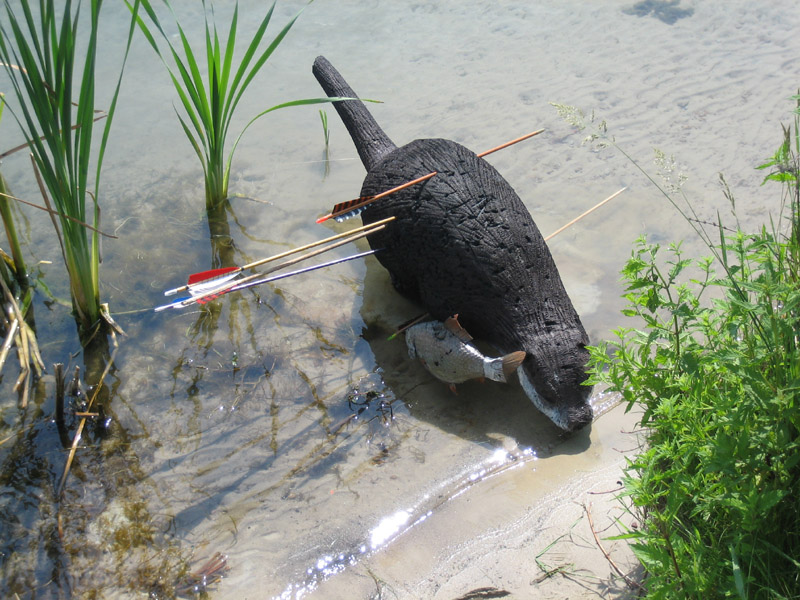
Rubberen doel bij een 3D-ronde

- 25 meter 1 pijl: 25 pijlen op 25 meter (1 pijl per keer).
- Indoorschieten: dit gebeurt op 18 meter, afhankelijk van de wedstrijd 30 of 60 pijlen met eventueel eliminaties (met 3 pijlen).
- Shortmetric: dit wordt buiten geschoten op 50 en 30 meter, per afstand 36 pijlen.
- FITA-wedstrijd: (naam ontleend aan de Fita-organisatie) dames cadetten 60, 50, 40 en 30; dames en heren cadetten 70, 60, 50 en 30 meter; heren 90, 70, 50 en 30 meter, per afstand 36 pijlen. Er worden ook jeugd-FITA's georganiseerd met andere afstanden: 60, 40, 30 en 20 meter.
- Veldschieten: een parkoers van 24 doelen met verschillende afstanden waarbij de helft onbekende afstanden is en de helft bekende afstanden.
- Animalronde: deze doelen zijn meestal gemaakt in de vorm van een afbeelding van een dier op een blazoen. De doelen staan verspreid in bijvoorbeeld een bos of veld over een af te lopen route.
- 3D-ronde waarbij op 3-dimensionale dieren (van kunststof of andere materialen) wordt geschoten. Meestal 32 doelen.
- Clout: schieten op een "clout" (een cirkel op de grond met een paal in het midden) waarbij afstanden tot 165 meter worden geschoten.
- Ski-arc: De biatlon maar dan met pijl-en-boog
- Run archery: een combinatie van hardlopen en handboogschieten.
- Boogschieten te paard: voornamelijk Hongaarse of Koreaanse stijl[1]

Naast het schieten op doel bestaat er ook het schieten op de wip. Men onderscheidt hierin twee disciplines, de liggende en de staande wip. In beide disciplines dient de schutter een blokje van een pin te schieten. Hiervoor worden pijlen met een brede top gebruikt.
In Vlaanderen worden schuttersverenigingen vaak "maatschappijen" of "gildes" genoemd. Sommige nog steeds bestaande gildes werden al opgericht in de middeleeuwen. Zij werden ingeschakeld bij de verdediging of beveiliging van de stad. Deze gildes hebben vaak een rijke traditie en geschiedenis. Van het Sint-Sebastiaans Gilde in Torhout, een kleine provinciestad in West-Vlaanderen (België), zijn er vermeldingen teruggevonden over deelname in de Guldensporenslag, die op 11 juli 1302 plaatsvond.
De technologische vooruitgang heeft ook in het boogschieten voor veel veranderingen gezorgd. Door het gebruik van kunststof, aluminium en composietmaterialen zoals koolstofvezel is de boog van vandaag lichter, sterker en accurater dan vroeger.

## Geschiedenis

### Prehistorie
De vermoedelijk oudste sporen van boogschieten zijn gevonden in Zuid-Afrika en wijzen erop dat de vroege moderne mens van de Middle Stone Age zich deze techniek rond 70.000-60.000 BP eigen had gemaakt. Benen voorwerpen gevonden in Klasies River Cave en in Sibudu Cave worden door archeologen geïnterpreteerd als pijlpunten. Boogschieten zou dan een van de technologische innovaties zijn die het verschijnen van de gedragsmatig moderne mens aankondigen.
De oudste harde bewijzen van bogen zijn tussen de 10.000 en 11.000 jaar oud (zie boog). De boog werd waarschijnlijk eerst voor de jacht gebruikt en later als een gevechtswapen. In de prehistorie werd boogschieten op elk continent bedreven (behalve Australië).

### Klassieke beschavingen
Klassieke beschavingen als de oude Egyptenaren, Grieken, Romeinen en de Chinezen hadden al enorm veel schutters in hun legers. Pijlen waren zeer destructief tegen grote menigten en het gebruik van schutters kon al snel leiden tot een overwinning. Niet alleen Griekse goden als Apollo maar ook Griekse helden als Odysseus worden vaak afgebeeld met een boog. In de Odyssee wordt beschreven dat Odysseus een boog had die alleen hij kon spannen. Hier wordt de boog dus ook gebruikt als teken van macht en aanzien.

### Middeleeuwen
In het middeleeuwse Europa steeg de waarde van boogschieten op het slagveld gestaag. De Mongolen, die korte recurve-bogen van composietmaterialen (hoorn en hout) gebruikten, perfectioneerden het boogschieten vanaf de rug van het paard en gebruiken dit om de Aziatische steppen en Oost-Europa te domineren. Ze vuurden terwijl ze het doelwit naderden, draaiden zich om in het zadel en vuurden nog een keer terwijl ze wegreden. De Slag bij Azincourt (1415) staat bekend om de beslissende rol die de longbowschutters daarbij speelden.
Ten tijde van de Honderdjarige Oorlog hadden de Engelsen het boogschieten te voet geperfectioneerd. Ze gebruikten een longbow. Schutters werden vanaf de kinderleeftijd getraind.
De kruisboog werd erg populair tijdens de middeleeuwen. Het duurde lang om een longbowschutter te trainen en hij moest dan ook nog geregeld blijven oefenen om een goede schietvaardigheid te behouden, terwijl het maar een korte training vergde om goed met een kruisboog te kunnen schieten. De kruisboog was krachtiger maar zwaarder dan de meeste longbows. Het grootste nadeel was het feit dat het vrij lang duurde om de kruisboog te herladen.
De introductie van vuurwapens zorgde ervoor dat de boog op het slagveld steeds minder nut kreeg. Een geweer kon zo door een schild heen gaan en vergde weinig training. Vroege vuurwapens waren echter nog lange tijd in feite minder effectief dan een getrainde longbowschutter.

#### Uitrusting

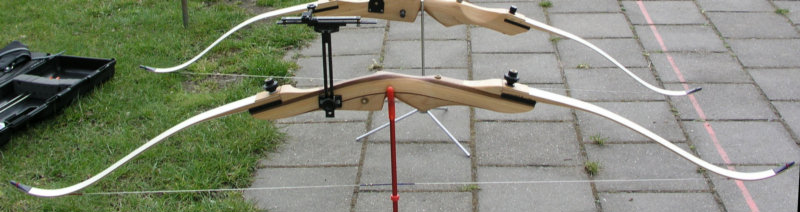
Een gespannen recurveboog met vizier op een standaard

Vroeger hadden de meeste schutters niet meer dan een licht kleed en een helm of lichte muts als bescherming, anderen hadden maliënkolders of andere stukken meegenomen van het slagveld. Ze hadden ook onderarmbescherming, van hetzelfde type als nu ook nog gebruikt wordt.
Een schutter had natuurlijk een longbow, een paar pijlen en een paar extra pezen. Als de slag voorbij was, werden de pijlen opgezocht.
Meestal had de schutter ook nog een klein wapen als een dolk bij zich. Ook zijn er veel afbeeldingen uit de (late) middeleeuwen van handboogschutters die een zwaard - of een goedkoper te produceren fautsoen of großes Messer - en beukelaar droegen.

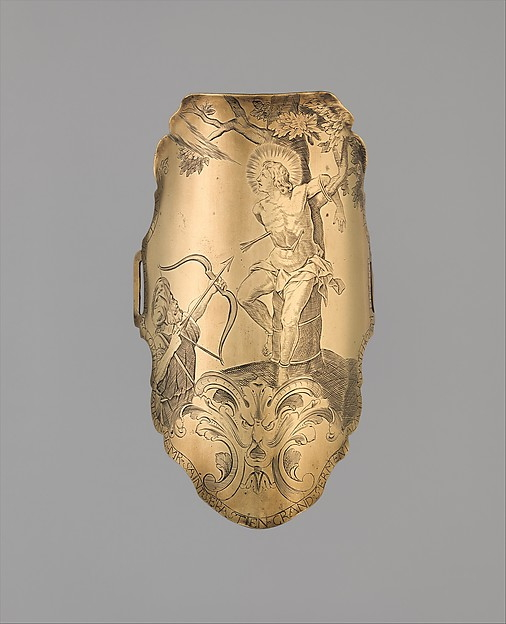
Armbescherming; koperlegering (1753); Zuidelijke Nederlanden; Metropolitan Museum of Art, New York

Boogschutters te paard gebruik(t)en een ruiterboog (recurveboog, korter dan een longbow) vaak met een veel lagere spanning dan bogen die staand geschoten worden omdat er veel pijlen in korte tijd afgeschoten moeten worden.
Tegenwoordig gebruikt men voornamelijk een vingersling, een armbeschermer en een vingertap.

## Boogsport
Er zijn twee belangrijke internationale organisaties die de hedendaagse handboogsport vertegenwoordigen, World Archery en de IFAA. Daarnaast zijn er meerdere nationale organisaties, zoals de NHB, NNHF en GS in Nederland en de KBFH met de Vlaamse tak HBL in België.
Het boogschieten is een vast onderdeel van de Olympische Zomerspelen, de Aziatische Spelen en de Paralympics.